# Auguste Collart
Auguste Collart (ur. 26 lipca 1890 w Bettembourg, zm. 20 maja 1978 w mieście Luksemburg) – luksemburski polityk, w latach 1918–1920 dyrektor generalny ds. rolnictwa Luksemburga.

## Życiorys
Swoją karierę polityczną związał z prawicową Rietspartei i z jej ramienia sprawował funkcje ministerialne. 28 września 1918 objął stanowisko dyrektora generalnego rolnictwa w rządzie premiera Émile’a Reutera. Zastąpił Josepha Fabera, a urząd sprawował przez piętnaście miesięcy do 5 stycznia 1920, kiedy jego następcą został Raymond de Waha.